# (72629) 2001 FZ29
(72629) 2001 FZ29 – planetoida z pasa głównego asteroid okrążająca Słońce w ciągu 5,62 lat w średniej odległości 3,16 j.a. Odkryta 20 marca 2001 roku.